# Jineiry Martínez
Jineiry Martínez, född 3 december 1997, är en  volleybollspelare (center).
Martínez spelar i Dominikanska republikens landslag och vann med dem  nordamerikanska mästerskapet 2019 och 2021. Hon har även spelat med landslaget vid VM 2022. Hon har spelat med klubbar i Dominikanska republiken, Frankrike, Turkiet och Brasilien. 
Martínez kommer från en framgångsrik sportfamilj. Hennes syster Brayelin spelar också i damvolleybollandslaget, medan hennes bror Bryan spelar professionell basket.